# Pölzig
Pölzig település Németországban, azon belül Türingiában. Lakosainak száma 1075 fő (2023. december 31.).

## Népesség
A település népességének változása:
| Lakosok száma | 1257 | 1164 | 1154 | 1132 | 1101 | 1075 |
|               | 2010 | 2017 | 2019 | 2021 | 2022 | 2023 |